# Joseph Ridgway
Pour les articles homonymes, voir Ridgway.
Joseph Ridgway (6 mai 1783, Staten Island – 1er février 1861, Columbus), est un homme politique américain.

## Biographie
Il est membre de la Chambre des représentants de l'Ohio de 1828 à 1832 puis siège au Congrès des États-Unis en tant que représentant de l'Ohio de 1837 à 1843.

## Sources
- (en) Cet article est partiellement ou en totalité issu de l’article de Wikipédia en anglais intitulé « Joseph Ridgway » (voir la liste des auteurs).